# Dolce calda Lisa
Pour plus de détails, voir Fiche technique et Distribution.
Dolce calda Lisa (littéralement, Douce et chaude Lisa) est un film érotico-dramatique italien écrit, réalisé et monté par Adriano Tagliavia, sorti en 1980.

## Synopsis
Lisa (Claudia Rocchi), une jeune et jolie femme coincée dans un mariage avec un mari beaucoup plus âgé qu'elle, est insatisfaite sexuellement. Elle finit par tromper son mari et dort avec un autre homme plus âgé. Toujours pas satisfaite, elle finit par rencontrer un jeune homme, Marco (Mario Cutini), et à ses deux amies lesbiennes (Guia Lauri Filzi et Annj Goren).

## Fiche technique
- Titre italien : Dolce calda Lisa
- Réalisateur : Adriano Tagliavia (crédité comme Adriano Cesari)
- Scénario : Adriano Tagliavia (crédité comme Adriano Cesari)
- Musique : Paolo Ormi
- Monteur : Adriano Tagliavia
- Société de production : Codex Film
- Format : Couleurs
- Pays :  Italie
- Langue : italien
- Genre : Film érotico-dramatique
- Durée : 84 minutes (1 h 24)
- Date de sortie :
  -  Italie : 28 mars 1980
  -  Espagne : 17 mai 1982

## Distribution
- Claudia Rocchi : Lisa, l'épouse
- Francesco Parisi : Nazzareno, le mari
- Mario Cutini : Marco, l'amoureux de Lisa
- Maruska Ferretti : Patrizia, l'amoureuse de Marco
- Guia Lauri Filzi : Carmen
- Annj Goren : l'amoureuse de Carmen
- Enzo Fisichella : le comte
- Giovanni Di Benedetto (it) : Boschi
- Maria Francesca : Irma